# San Gaspare del Bufalo
San Gaspare del Bufalo är en kyrkobyggnad i Rom, helgad åt den helige Gaspare del Bufalo, grundare av Det allraheligaste blodets missionärer. Kyrkan är belägen vid Via Rocca di Papa i quartiere Tuscolano och tillhör församlingen San Gaspare del Bufalo.
Kyrkan förestås av Det allraheligaste blodets missionärer.

## Historia
Kyrkan uppfördes åren 1976–1981 efter ritningar av arkitekten Pier Luigi Nervi och konsekrerades den 24 oktober 1981 av kardinalvikarie Ugo Poletti. Kyrkan är uppförd i armerad betong och dess tak har en pyramidal form, inspirerad av ett tält.

## Interiören
I koret har Luciano Vinardi utfört glasmålningar med eukaristin som tema. Bronskrucifixet är ett verk av Raoul Vistoli, medan korsvägsstationerna är utförda av prästen Andrea Martini.

## Kommunikationer
- Tunnelbanestation Arco di Travertino – Roms tunnelbana, linje
- Busshållplats San Gaspare del Bufalo – Roms bussnät, linje 663 664 671